# Willie Wilde
William 'Willie' Charles Kingsbury Wilde (26 de septiembre de 1852-13 de marzo de 1899) fue un periodista y poeta de época victoriana y hermano mayor de Oscar Wilde.

## Biografía

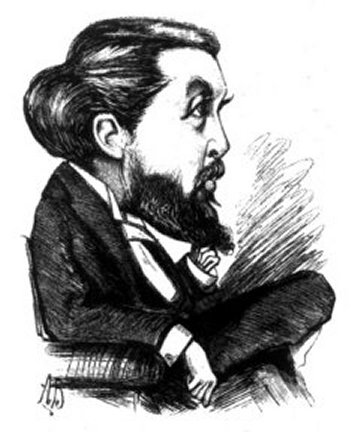
Willie Wilde por Alfred Bryan

Willie Wilde nació en el seno de una familia anglo-irlandesa, en 21 Westland Row, Dublín, el hijo mayor de Sir William Wilde y su esposa Jane Francesca Wilde (de soltera, Elgee) (conocida con el pseudónimo de 'Speranza'). Su segundo hijo, Oscar, nació en la misma casa en 1854. Jane Wilde fue una escritora de éxito, cuya poesía apoyó el movimiento revolucionario Joven Irlanda de 1848, considerándose una nacionalista irlandesa durante toda su vida. Sir William fue el cirujano Oto-Oftalmólogo (oído y ojo) más eminente de la época en Irlanda y fue nombrado caballero en 1864 por los servicios prestados en el campo de la medicina. William también escribió obras sobre arqueología y folclore. Fue un renombrado filántropo y su dispensario destinado al cuidado de los más pobres de la ciudad en Lincoln Place, en la parte de atrás del Trinity College, Dublín, se considera el predecesor del hospital oftalmológico de Dublín, actualmente sito en Adelaide Road.
En junio de 1855, la familia se trasladó a 1 Merrion Square en una elegante zona residencia, donde nacería la hermana de Wilde, Isola, en 1856. En la nueva residencia, Lady Wilde organizaba reuniones literarias o salones literarios los sábados por la tarde, cuyos invitados incluían a Sheridan le Fanu, Samuel Lever, George Petrie, Isaac Butt y Samuel Ferguson.
En febrero de 1864, Willie y Oscar fue inscritos en la Portora Royal School, Enniskillen, en Úlster, donde Willie se haría famoso por su buen humor y simpatía, como más tarde lo describiría un compañero de clase: "inteligente, imprevisible y lleno de vitalidad". Oscar sería apodado por sus compañeros de colegio ‘Cuervo Gris’, apodo que le disgustaba, mientras que Willie sería‘Sangre Azul’. Willie fue "un consumado pianista y un artista de poco talento’ Posteriormente, Oscar Wilde recordaba que el director, Dr. Steele, le había dicho que “Si continuaba estudiando como lo había hecho el último año, podría incluso hacerlo tan bien como mi hermano Willie y ser considerado un orgullo para la escuela y para todos los que estuvieran relacionados con ella.”
Willie era ya un alumno del Trinity College, Dublín cuando Oscar se le unió en 1871, compartiendo ambos habitaciones durante su segundo y su tercer año allí. En 1876, 'Willie' publicó varios de sus poemas en la revista del college, Kottabos, que también editó él mismo.

## Vida

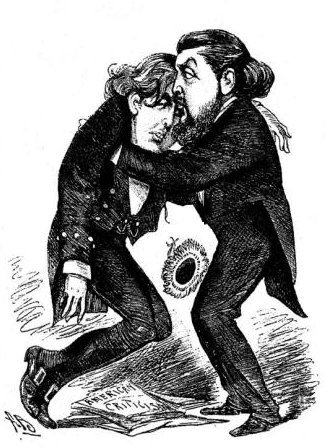
"Hermano Willie- "No importa, Oscar; otros grandes hombres han tenido fallos dramáticos!". Dibujo de 1883, hecho por Alfred Bryan después del fracaso de la obra de Oscar Wilde, Vera o los nihilistas en América

Tras graduarse en el Trinity College, Willie Wilde estudió derecho y fue aceptado en el Colegio de Abogados de Irlanda (Irish Bar) pero nunca ejerció como tal. A la muerte de su padre en 1876, él y Lady Wilde se trasladaron a Londres a comienzos de 1879, donde trabajó como periodista, como crítico teatral en las revistas Punch y Vanity Fair, además de editar The Daily Telegraph y los números de Navidad de diferentes revistas. Willie fue un cliente habitual del 'Fielding Club' de Londres, que durante su breve existencia abría sus puertas a las ocho de la tarde y permanecía abierto toda la noche. El club era famoso por sus parrillas, su brandy y su Pol Roger ‘74 a cualquier hora, aunque sus callos con cebolla de los sábados eran su principal atracción. Un miembro incluyó a Willie entre los ‘clientes asiduos’ de los sábados, junto a Henry Irving, Herbert Beerbohm Tree, J. Comyns Carr, Edward Dicey, Carlo Pellegrini, Frederic Clay y el mismo Oscar Wilde.
Ralph Nevill, hijo de Lady Dorothy Nevill, dijo de Willie Wilde:
"Willie Wilde era un periodista inteligente que si hubiera sido menos descuidado con sus hábitos, podría haber alcanzado un éxito considerable.  Con todo, algunos de los artículos que escribió para el the Daily Telegraph eran casi brillantes, mientras que como orador, pocos podían igualarlo.  Fue, sin embargo, su propio enemigo, y no pudo resistirse a las atracciones del momento o adaptarse a trabajar de forma regular. En realidad, aunque no era muy mayor, pertenecía a la escuela de periodistas, ahora casi extinta, que toman el ‘Basta a cada día su propio mal’ como su lema y nunca piensan en el futuro(o en cualquier otra cosa) si tienen unas cuantas libras en el bolsillo."
Cuando Oscar contrajo matrimonio en 1884, Willie estaba seriamente endeudado y bebía en exceso. El 4 de octubre de 1891, a la edad de 39 años, Willie contrajo matrimonio con una acaudalada viuda,  Mrs. Frank Leslie, (1836-1914), propietaria de la editorial Frank Leslie de Nueva York. Ella se sintió inicialmente atraía por Willie gracias a su humor e ingenio; sin embargo, él pasaba gran parte de su tiempo en el conocido Lotos Club de Nueva York bebiendo, chismorreando sobre la sociedad londinense y recitando parodias de los poemas de su hermano, lo que sugiere inequívocamente que sentía celos del éxito de Oscar. El matrimonio fue breve y Mrs Leslie inició los procedimientos del divorcio en menos de un año basándose en los problemas con el alcohol y el adulterio de Willie. Finalmente se divorciaron el 10 de junio de 1893. Fue Mrs Leslie quien sugirió a  Oscar Wilde la idea de ofrecer una serie de conferencias por los Estados Unidos.
A su regreso a Londres a comienzos de 1892, Willie se encontró que la ciudad aclamaba a Oscar por el éxito de su obra El Abanico de Lady Windermere. Se cree que Willie escribió la desfavorable reseña de la obra que se publicó, sin firma, en Vanity Fair el 27 de febrero de 1892, ya que Willie había trabajado con anterioridad como crítico teatral para la revista. "La obra", escribió, era "extraordinariamente poco original," pero el diálogo era "uniformemente brillante, elegante y fluido." Tras describir la trama y señalar algunas de sus banalidades, continuó describiéndola como "una obra innegablemente inteligente y, a pesar de sus debilidades, refleja el mérito de su autor... Es categóricamente una obra que hay que ver." Oscar, reconociendo la mano de su hermano tras la reseña anónima, estaba por entonces escribiendo Una mujer sin importancia, donde un personaje afirma: "Después de una buena cena, uno puede perdonar a cualquiera, hasta a sus propios parientes."
Por entonces Willie Wilde se enfrentaba a serias dificultades económicas y Oscar comenzó a ofrecerle dinero, pero las malas relaciones se agudizaron cuando Oscar descubrió que Willie constantemente molestaba a su madre, en una situación económica desfavorable, para pedirle dinero. Max Beerbohm veía a ambos hermanos como reflejos de un mismo espejo y así es como los retrataba en sus caricaturas. En una carta dirigida al pintor William Rothenstein, Beerbohm escribió, "...¿te conté que veía a menudo al hermano de Oscar, Willie, en Broadstairs? Quel monstre! Moreno, grasiento, sospechoso y aún tan terriblemente parecido a Oscar: tiene el mismo encanto, la sonrisa carnal y la risita boba de Oscar y no poco de su espíritu. Pero es horrible; una verdadera tragedia de parecido familiar".
Willie contrajo matrimonio con Sophie Lily Lees (1859-1922), con quien había estado ya viviendo, en enero de 1894. La describían como  "una mujer emotiva con una tendencia a dejarse llevar por el pánico con facilidad... creía (erróneamente) que estaba encinta" Intentó provocarse un aborto. El matrimonio causó mayores problemas a Lady Wilde cuando la pareja se trasladó a su residencia. Escribió a Oscar el 4 de febrero de 1894, hablándole del matrimonio: "Miss Lees no posee sino £50 al año y esto apenas le sirve para vestirse. No aporta nada a la casa y Willie se encuentra siempre en estado de absoluta pobreza. De modo que yo me tengo que ocupar de todo". Willie y Lily tuvieron a su única hija, Dorothy Ierne Wilde (Dolly Wilde), en julio de 1895.
La deteriorada relación entre Oscar y Willie se incluye en La Importancia de Llamarse Ernesto, donde aparecen dos personajes que fingen ser hermanos, Jack, el tutor protector, y Algy, el presunto despilfarrador. Posteriormente, descubren que son, de hecho, hermanos. Mientras Oscar estaba escribiendo la obra, Lady Wilde le escribió una larga carta donde le pedía que se reconciliara con Willie, quien, afirmó, era "enfermizo y extravagante." Se encontraba "abatida por la presente situación de sus dos hijos" y "con la convicción de que odias a tu hermano." Pide entonces a Oscar que tienda la mano a Willie, una petición que repite varias veces en la carta. "Ven pues y ofrécele tu mano de buena fe y comienza una nueva forma de actuar".

## Últimos años
Tras la detención y el primer juicio de Oscar en abril de 1895, Willie afirmó que acogió a su hermano cuando este no puedo encontrar alojamiento en Londres. Willie dijo que Oscar "se dejó caer en el umbral de mi puerta como un ciervo herido". Apoyando a su hermano, Willie escribió a Bram Stoker, "Bram, amigo mío, el pobre Oscar no fue tan malo como la gente cree. Se dejó llevar por su Vanidad y su presunción, tanto que fue lo suficientemente débil para ser culpable... de indiscreciones y caprichos, eso es todo... Creo que esta situación le ayudará a purificar su cuerpo y su alma"
Willie no se reunió con Oscar cuando salió de prisión en 1897. El 13 de marzo de 1899, Willie murió a la edad de 46 años en 9, Cheltenham Terrace en Chelsea debido a complicaciones relacionadas con su alcoholismo. Después de que Robert Ross escribiera a Oscar a Francia para informarle de la muerte de Willie, Oscar escribió "Supongo que es algo que se esperaba desde hace tiempo... Entre él y yo ha habido, como sabes, grandes abismos durante muchos años".